# Paul Kiærskou
Paul Kiærskou était un sculpteur danois.

## Biographie
Paul Kiærskou fut admis à l'Académie royale des beaux-arts du Danemark en 1917. Il eut Einar Utzon-Frank (en) comme professeur et fut un assistant dans l'atelier de Joakim Skovgaard (en). Avec des bourses d'études de l'académie, il put partir en Italie (1922), à Londres (1923) et à Berlin (1927). Après une première exposition en 1920, il exposa ensuite, entre autres à Charlottenborg et à la Den Frie Udstilling, inspirée par l'initiative du « Salon des refusés » français.
Avec ses amis Elof Risebye (en) et C.O. Gjerløv-Knudsen (da), il dirigea une école d'art privée de 1923 à 1925.
Il reçut la Médaille Eckersberg en 1931.